# Benita Peiffer
Benita Peiffer (* 29. September 2000 in Vancouver, British Columbia) ist eine kanadische Biathletin und vormalige Skilangläuferin. Sie startet seit 2021 im Biathlon-Weltcup.

## Sportliche Laufbahn

### Skilanglauf
Benita Peiffer begann ihre Karriere als Skilangläuferin. 2015 bestritt sie erstmals Wettkämpfe im NorAm-Cup, zwei Jahre später nahm sie an den US-amerikanischen Meisterschaften und den Rollerski-Juniorenweltmeisterschaften teil. Im Winter 2018/19 feierte die Kanadierin ihre ersten größeren Erfolge, als sie bei drei FIS-Rennen auf dem Podest stand und eines davon, einen Sprint in Kelowna, sogar gewinnen konnte. Ein weiteres Podest auf dieser Ebene gelang ihr im Januar 2020 in Whistler. Den Abschluss ihrer Skilanglaufkarriere bildeten die U23-Langlauf-Weltmeisterschaften 2020 in Oberwiesenthal, wo Peiffer als bestes Resultat Rang 25 im Sprint erzielte.

### Biathlon
Parallel zu ihrer Skilanglaufkarriere betreibt Peiffer schon seit etwa 2015 auch Biathlon. Ihre ersten internationalen Wettkämpfe bestritt sie in der Saison 2016/17 im IBU-Junior-Cup und bei den Junioreneuropameisterschaften und belegte unter anderem einen 12. Rang im Sprint. Im Jahr darauf nahm sie an den Jugendweltmeisterschaften in Otepää teil und erreichte nach einer vor allem für eine Umsteigerin bemerkenswerten Schießleistung im Einzel Platz 11. Nach einer mehrjährigen Pause vom Biathlonsport trat die Kanadierin bei der Junioren-WM 2021 wieder in Erscheinung, ohne aber besonders gute Ergebnisse zu erzielen. In Vorbereitung auf die Saison 2021/22 wurde sie dann in den Nationalkader aufgenommen und gab, damit gleichbedeutend, beim Saisonauftakt 2021/22 in Östersund ihr Weltcupdebüt. Nachdem sie aber, vor allem durch schwache Schießleistungen, sämtliche Individualwettkämpfe außerhalb der besten 80 abgeschlossen hatte, wurde Peiffer im Januar wieder aus der Mannschaft genommen und nahm am Saisonende nur noch an der Junioren-WM in Soldier Hollow, Utah teil. Zu Beginn der Saison 2022/23 startete sie im IBU-Cup und konnte sofort überzeugen, so belegte sie unter anderem trotz zweier Schießfehler einen 13. Rang im Sprint. Daraufhin gehörte die 22-Jährige für den Rest des Winters wieder dem Weltcupteam an. In Ruhpolding erzielte sie daraufhin als 55. des Einzels ihr vorübergehend bestes Resultat auf der höchsten Ebene, in Antholz ging es mit Emma Lunder, Nadia Moser und Emily Dickson auf Rang 8 im Staffelbewerb. Ihre ersten Weltmeisterschaften brachten wie auch das letzte Trimester der Saison keine nennenswerten Ergebnisse hervor.
Beim Saisonauftakt 2023/24 in Östersund unterbot Peiffer einige persönliche Bestmarken. Zunächst belegte sie Rang 49 im Einzel und qualifizierte sich daraufhin mit einem guten Sprint auch für ihr erstes Verfolgungsrennen, welches sie auf Rang 37 abschloss und damit erste Weltcuppunkte gewann. Daraufhin lief sie bis zum Jahreswechsel im IBU-Cup und erzielte zwei Top-15-Ergebnisse. Ihre bisher besten Weltcupergebnisse erreichte die Kanadierin in Ruhpolding, dort blieb sie erstmals sowohl im Sprint als auch in der Verfolgung fehlerfrei und belegte die Ränge 32 und 22. Trotz fünf Top-20-Resultaten im IBU-Cup zu Beginn der Saison 2024/25, darunter Platz 10 in Geilo im Einzel, bekam Peiffer zunächst weder im Weltcup noch bei den Weltmeisterschaften einen Startplatz. Im letzten Trimester startete sie schließlich auf der höchsten Rennebene, kam aber nicht in die Nähe der Punkteränge.

## Persönliches

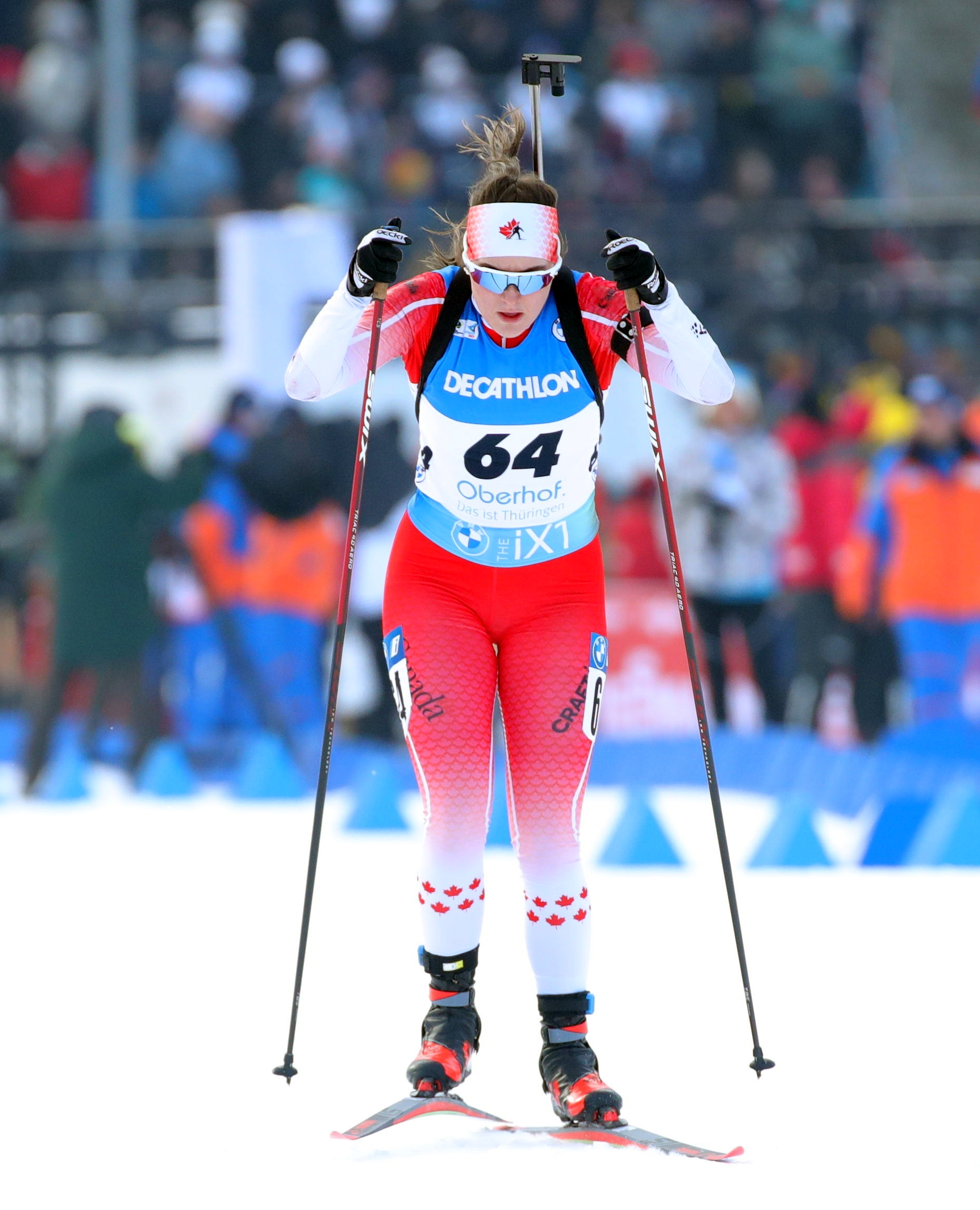
Peiffer bei den Weltmeisterschaften 2023 in Oberhof

Benita Peiffer stammt aus Whistler nordöstlich von Vancouver und startet auch für den dortigen Skiclub. Sie ist weitläufig mit dem ehemaligen Weltklassebiathleten Arnd Peiffer verwandt.

## Statistiken

### Weltcupplatzierungen
Die Tabelle zeigt alle Platzierungen (je nach Austragungsjahr einschließlich Olympische Spiele und Weltmeisterschaften).
- 1.–3. Platz: Anzahl der Podiumsplatzierungen
- Top 10: Anzahl der Platzierungen unter den ersten zehn (einschließlich Podium)
- Punkteränge: Anzahl der Platzierungen innerhalb der Punkteränge (einschließlich Podium und Top 10)
- Starts: Anzahl gelaufener Rennen in der jeweiligen Disziplin
- Staffel: inklusive Mixed- und Single-Mixed-Staffeln

| Platzierung               | Einzel | Sprint | Verfolgung | Massenstart | Staffel | Gesamt |
| ------------------------- | ------ | ------ | ---------- | ----------- | ------- | ------ |
| 1. Platz                  |        |        |            |             |         |        |
| 2. Platz                  |        |        |            |             |         |        |
| 3. Platz                  |        |        |            |             |         |        |
| Top 10                    |        |        |            |             | 3       | 3      |
| Punkteränge               | 1      | 1      | 2          |             | 19      | 23     |
| Starts                    | 6      | 15     | 4          |             | 19      | 44     |
| Stand: Saisonende 2024/25 |        |        |            |             |         |        |

### Weltcupwertungen
Ergebnisse bei Weltcups (Disziplinen- und Gesamtweltcup) gemäß Punktesystem.
| Saison  | Einzel | Einzel | Sprint | Sprint | Verfolgung | Verfolgung | Massenstart | Massenstart | Gesamt | Gesamt |
| Saison  | Platz  | Punkte | Platz  | Punkte | Platz      | Punkte     | Platz       | Punkte      | Platz  | Punkte |
| ------- | ------ | ------ | ------ | ------ | ---------- | ---------- | ----------- | ----------- | ------ | ------ |
| 2023/24 | 68.    | 2      | 74.    | 9      | 55.        | 23         | –           | –           | 69.    | 34     |

### Biathlon-Weltmeisterschaften
Ergebnisse bei den Weltmeisterschaften:
| Weltmeisterschaften | Weltmeisterschaften | Einzelwettbewerbe | Einzelwettbewerbe | Einzelwettbewerbe | Einzelwettbewerbe | Staffelwettbewerbe | Staffelwettbewerbe | Staffelwettbewerbe |
| Jahr                | Ort                 | Einzel            | Sprint            | Verfolgung        | Massenstart       | Damenstaffel       | Mixedstaffel       | S.-M.-Staffel      |
| ------------------- | ------------------- | ----------------- | ----------------- | ----------------- | ----------------- | ------------------ | ------------------ | ------------------ |
| 2023                | Oberhof             | 69.               | 93.               | –                 | –                 | 11.                | –                  | –                  |
| 2024                | Nové Město          | 56.               | 67.               | –                 | –                 | 12.                | –                  | –                  |

### Jugend-/Juniorenweltmeisterschaften
Peiffer nahm 2018 an den Jugend-, ab 2021 an den Juniorenwettkämpfen teil.
| Weltmeisterschaften | Weltmeisterschaften | Einzelwettbewerbe | Einzelwettbewerbe | Einzelwettbewerbe | Damenstaffel |
| Jahr                | Ort                 | Einzel            | Sprint            | Verfolgung        | Damenstaffel |
| ------------------- | ------------------- | ----------------- | ----------------- | ----------------- | ------------ |
| 2018                | Otepää              | 11.               | 51.               | 30.               | 10.          |
| 2021                | Obertilliach        | 26.               | 53.               | 50.               | 15.          |
| 2022                | Soldier Hollow      | 28.               | 42.               | 33.               | 8.           |